# اجیپت‌ایر

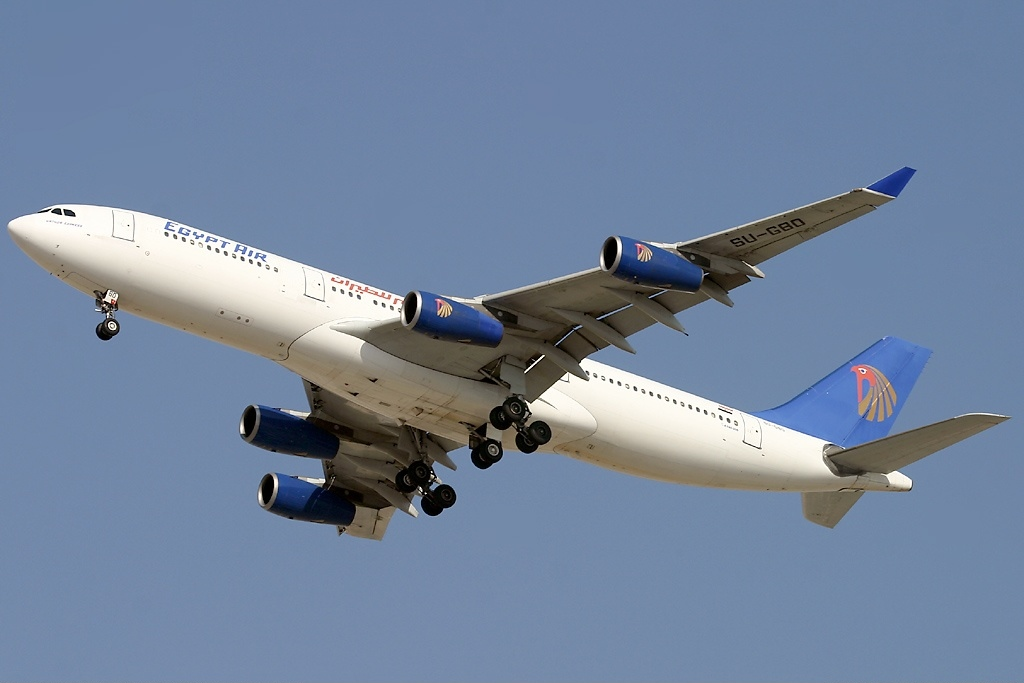
هواپیمای ایرباس ای۳۴۰ متعلق به اجیپت‌ایر

ایجپت‌ایر (به انگلیسی: EgyptAir) شرکت هواپیمایی حامل پرچم مصر است، که در سال ۱۹۳۲ راه‌اندازی شد و در حال حاضر روزانه به ۷۸ مقصد در اروپا، آفریقا، آسیا، خاورمیانه و قاره آمریکا پروازهای مستقیم دارد.
دفتر مرکزی شرکت اجیپت‌ایر در شهر قاهره قرار دارد و فرودگاه بین‌المللی قاهره قطب این شرکت هواپیمایی به‌شمار می‌آید. این شرکت در حال حاضر در ناوگان هوایی خود، دارای ۷۸ فروند هواپیمای جت مسافربری می‌باشد. اجیپت‌ایر یکی از اعضای اصلی اتحاد استار الاینس محسوب می‌شود.